# 15 février dans les chemins de fer
15 janvier 15 mars
Chronologies thématiques
- Croisades
- Sports
- Disney

Cette page concerne les événements qui se sont déroulés un 15 février dans les chemins de fer.

## Événements

### XIXesiècle
- 1870. Belgique : mise en service de la dernière section de la ligne 78.

### XXesiècle
- 1902. Allemagne : mise en service du métro de Berlin.
- 1965. Irlande du Nord : fermeture de la gare de Trew and Moy.
- 1985. France : les travaux de la LGV Atlantique, reliant Paris à Tours et Le Mans, sont officiellement lancés. La LGV sera ouverte par étapes en 1989-1990.

### XXIesiècle
- 2010. Belgique : Accident ferroviaire de Buizingen  L.96 entre deux trains de voyageurs à 8h26 du matin, 168 blessés ainsi que 19 morts.
- 2016, Russie : mise en service du tronçon de Roumiantsevo à Salarievo de la ligne Sokolnitcheskaïa (ligne 1 rouge) du métro de Moscou[1].